# Sulniac
Sulniac (tiếng Breton: Sulnieg) là một xã ở tỉnh Morbihan trong vùng Bretagne tây bắc Pháp. Xã này có diện tích 27,92 km², dân số năm 1999 là 2209 người. Khu vực này có độ cao từ 16-146 mét trên mực nước biển.
Cư dân của Sulniac danh xưng trong tiếng Pháp là Sulniacois.